# Andrea di San Vittore
Andrea di San Vittore (Inghilterra, inizio del XII secolo – Herefordshire, 19 ottobre 1175) è stato un abate francese ed è noto per i suoi commenti ad alcuni libri dell’Antico Testamento, basati sull'interpretazione letterale del testo biblico.

## Biografia
Il luogo e la data di nascita di Andrea di San Vittore sono incerti; nasce all'inizio del XII secolo, forse in Inghilterra. Andrea arriva all'abbazia di San Vittore a Parigi, fondata poco tempo prima, diventa discepolo di Gilduino, che è abate tra il 1113 e il 1155, ed inizia i suoi studi sotto Ugo di San Vittore. Mentre Andrea è priore, i canonici di una fondazione vittorina situata a Wigmore, lo eleggono come loro primo abate intorno al 1147. I canonici lo accolgono con grande onore ed Andrea riceve l’investitura dal vescovo di Hereford. Circa nel 1154, Andrea torna a San Vittore, per incomprensioni con la comunità dell'Herefordshire. Poi, tra la primavera degli anni 1161 e 1163, i canonici di Wigmore richiamano Andrea come loro abate. Rimane qui fino alla fine della sua vita; muore il 19 ottobre 1175.

## Esegesi biblica
Andrea è un esegeta dell’Antico Testamento. Nel XII secolo sono comuni tre tipi di esegesi: il commento, la glossa e l’esposizione. Andrea sceglie questa terza forma, che ha alle spalle una solida tradizione e che risale agli scholia di età patristica. Le sue opere nei manoscritti sono chiamate “notule”, “compilationes”, “expositio historica”. Egli non si occupa mai di tutti i passi di un testo, glossa soltanto quelli che contengono parole oscure, mentre gli altri si limita a commentarli. Andrea dice di scrivere per se stesso e di essere quindi libero di soffermarsi sui punti che lo interessano.
L’autore dichiara di voler illustrare il senso storico della Scrittura; non si occupa di problemi spirituali o teologici, della discussione omiletica o dottrinale. Suo scopo è di esaminare soltanto ciò che può essere necessario all’intelligenza della lettera.
Per quanto riguarda le fonti esegetiche, Andrea, nel suo prologo ai profeti, dice di essersi servito di commenti e di libri recanti glosse e di aver attinto informazioni dai giudei. Infatti dai suoi testi emerge che usa la Glossa ordinaria, da cui copia citazioni di Origene, Agostino e Girolamo; l’autore mostra anche di conoscere direttamente le Questiones in Genesim di Girolamo, le Questiones in Regum et Paralipomenon, del IX secolo erroneamente attribuite al santo, le Questiones in Pentateuchum di Agostino, il commento ai Re di Rabano Mauro e Beda il Venerabile. Dei padri, Andrea riprende soprattutto Girolamo, poiché era l’unico a essersi soffermato sul senso letterale. Il suo più importante punto di riferimento rimane il suo maestro, Ugo di San Vittore. Egli incorpora quasi parola per parola le Adnotationes di Ugo. 
Un punto sorprendente del rapporto di Andrea con le sue fonti è che non sempre accetta le spiegazioni dei padri e nemmeno quelle del suo maestro Ugo. Ad esempio, a proposito del sogno del profeta Daniele (VII, 7-8), Andrea sostiene una lunga discussione con un immaginario obiettore, che in realtà si capisce essere Girolamo. Un altro esempio interessante del suo metodo di indagine letterale e del suo rapporto con i padri della Chiesa è il tentativo di risolvere il fatto che nelle Genesi vi siano due differenti racconti della creazione. Agostino ricorre ai sensi allegorici e spirituali della Bibbia, Andrea invece tenta di chiarire sotto i profili storico e filologico l’esistenza dei due racconti. L’origine dei malintesi e le difficoltà interpretative risalgono per lui a un errore di traduzione dall’ebraico al latino di alcuni versetti della Genesi. Andrea, cercando il contesto storico nel quale venne scritto il primo libro biblico, arriva a supporre che Mosè (ritenuto il primo autore del testo sacro) avesse utilizzato fonti a lui precedenti e proprio sul valore che alle fonti si deve attribuire dedica acute riflessioni, distinguendo il diverso peso che devono avere quelle successive nel tempo, come i riferimenti alla creazione presenti in altri libri della Bibbia. 
Nelle sue opere, si trovano citazioni di Cicerone, Seneca, Sallustio, Vegezio, Virgilio, Ovidio, Orazio, Giovenale e Lucano. Andrea si rifà alle regole dei grammatici classici anche per annotare le inesattezze della Vulgata. 
Il suo stile è piuttosto vario, i suoi prologhi sono ricchi, elevati e pieni di immagini, mentre i commenti hanno un andamento più farraginoso e un latino più semplice. 
Andrea si descrive come uno studioso solitario e scontroso, non ha alcuna mira di farsi maestro d’altri, ciò nonostante ha discepoli affezionati. Egli sa stimolare con le sue capacità di argomentatore, ha anche il desiderio di essere chiaro. 

## Fonti giudaiche
L'esposizione letterale per Andrea è una vera e propria scienza e, in quanto tale, richiede ricerca. L’autore non consulta solo libri, ma anche studiosi vivi. In quel periodo, sia nelle scuole giudaiche che in quelle cristiane, si stanno elaborando nuove idee ed una nuova tecnica per lo studio della Bibbia. Andrea accoglie le sue nozioni ebraiche così come gli vengono trasmesse dai rabbini francesi del suo tempo. Difficilmente avrebbe potuto raccogliere il materiale, senza avere un qualche contatto intellettuale con i medesimi.
Nel XII secolo, i giudei della Francia settentrionale vivono generalmente in rapporti amichevoli con i cristiani. Le opere dei rabbini ce li presentano come tipicamente francesi: gente media, benestante, che conduce una vita rispettabile, aliena da manifestazioni di intolleranza. In questo contesto si inserisce la scuola esegetica di Rashi (1040 – 1105). Rashi introduce un tipo di esegesi letterale o razionale, differente da quelle a lui precedenti (l’esegesi halachica e l’esegesi aggadica). Egli è molto attento alle norme grammaticali e sintattiche; la sua originalità è proprio nella sua preferenza per l’esposizione letterale. Alcune caratteristiche di questa scuola sono: lo spiegare la Scrittura facendo continui riferimenti ai costumi della regione in cui vivono, la libertà e la franchezza nel criticare le interpretazioni dei predecessori e dei contemporanei, l’uso del vernacolo nella spiegazione di determinate parole e il razionalismo ad esempio nell'interpretare come fenomeni naturali i miracoli biblici. In questo quadro è collocabile la serie di autori che Andrea indica come “Hebraei”; le sue parole lasciano supporre che la sua fosse una consultazione orale, infatti usa verbi come “dicunt”, “tradunt”, “asserit”. Andrea conosce l’alfabeto ebraico, la base della grammatica, ma di certo non può leggere l’ebraico rabbinico in cui gli esegeti giudei della Francia settentrionale scrivono. Anche alcuni aspetti linguistici inducono a pensare che egli abbia avuto contatti personali con loro. L’atteggiamento di Andrea nei confronti dei rabbini che incontra deve essere a metà tra quello del discepolo verso il precettore e la disputatio. Nei suoi commenti, Andrea critica tanto le opinioni giudaiche quanto quelle cristiane, a volte riconoscendole giuste, a volte sbagliate. 
Si può comprendere il suo atteggiamento verso i propri maestri giudaici, soltanto se si tiene presente il concetto che egli ha di esegesi. Andrea vuole interpretare “iuxta superficiem litterae”, vale a dire “secondo la superficie della lettera” e per lui dire “giudei e lettera” è dire la stessa cosa. In Occidente, prima di lui, nessun autore esegeta aveva dato un’interpretazione letterale dell’Antico Testamento. Vi era una generale incertezza sul contenuto della lettera, Andrea deve chiarire che cos'è l’interpretazione letterale. Il suo maestro Ugo di San Vittore ritiene importante il senso letterale, poiché pensa che sia il fondamento di quello spirituale. Ugo collega il senso letterale alla grammatica e alla storia, mentre quello allegorico alla teologia. La tendenza dei suoi discepoli è invece quella di dissociare la teologia dal senso letterale. Andrea impara da Girolamo ad associare il senso letterale all’esegesi giudaica, poiché Girolamo, in alcuni testi, reputa che i giudei danno una spiegazione letterale, mentre i cristiani danno una spiegazione spirituale. L’interesse di Ugo per la lettera diventa, nel suo discepolo, una vera passione. Andrea, però, porta anche nell'esegesi una nuova energia, dovuta alla sua acutezza ed indipendenza di giudizio; il suo è un vero successo nel rinnovamento della cultura biblica. 

## Opere
Le opere di Andrea di San Vittore, che sono state ritenute autentiche, sono i commenti ai seguenti libri dell’Antico Testamento: il Pentateuco, il libro di Giosuè, il libro dei Giudici, i quattro libri dei Re, i Proverbi, l’Ecclesiaste, i libri dei profeti Isaia, Geremia, Ezechiele, Daniele e i libri dei profeti minori.	
Rainer Berndt, nella sua monografia su Andrea, sostiene che si hanno due strumenti per comprendere quali sono le opere di questo autore: da un lato i manoscritti che riportano esplicitamente il suo nome, dall'altra le indicazioni di bibliografi dei secoli successivi che elencano i nomi delle opere riconducibili all'autore. Infatti la prova dell’autenticità dei commenti esegetici attribuiti abitualmente ad Andrea riposa sulla concordanza di due differenti testimoni: le notizie bibliografiche e i manoscritti conosciuti.
Dai bibliografi dal XIV al XX secolo si evince che l’opera di Andrea di San Vittore comprende i commenti sui seguenti libri: il Pentateuco, i libri di Giosuè e dei Giudici, i libri dei Re, i Paralipomena, i Proverbi e l’Ecclesiaste, i profeti Isaia, Geremia, Daniele, le visioni di Ezechiele, i Profeti minori e i Maccabei. I manoscritti delle opere di Andrea ritrovati nel XX secolo non modificano significativamente la lista. Alcuni testimoni riportano il nome dell’autore per un commento, altri li lasciano anonimi. Il fatto che in nessuno dei manoscritti i commenti sono stati attribuiti ad un altro autore depone a favore della loro autenticità. 
Tuttavia, ci sono alcune precisazioni da fare. Il manoscritto che Thomas Tanner, un prelato inglese che scrisse a metà del XVIII secolo un'opera compilativa sugli scrittori britannici, ha visto e che lo ha portato a credere che Andrea aveva commentato sul libro di Ezechiele quei passaggi relativi alle visioni del profeta, contiene solo una parte di un commento che è completo in manoscritti noti più tardi. Inoltre, è stata scoperta un’“Introduzione ai profeti” presso un manoscritto parigino e uno vaticano. Il commento ai libri dei Maccabei, invece, non esiste. Thomas James nella sua Ecloga Oxonio-Cantabrigiensis lo cita, copiandolo dall'indice del manoscritto conservato al Corpus Christi College a Cambridge, ma in realtà l’indice riporta erroneamente una nota che si trova nel margine superiore del codice.
Il titolo del commento Super Paralipomenon, con cui si indicano solitamente i due libri delle Cronache, copre un insieme di testi diversi raccolto dai manoscritti e di cui l’attribuzione a Andrea non è certa.

## Influenza di Andrea
La dedizione di Andrea all'esegesi letterale dà origine a molti commenti che seguono le norme giudaiche di interpretazione. Ciò provoca una forte reazione contro la scuola vittorina, quindi con i successori di Andrea gli studi biblici continuano in uno spirito più ortodosso. Al fine di capire quale fu l’influenza di Andrea, si devono osservare le testimonianze dei contemporanei, i suoi manoscritti e le citazioni degli autori successivi.
Lo stesso Andrea dichiara di aver intrapreso la sua ultima opera, su Salomone, “costretto da molte pressanti richieste dei suoi amici”. Riccardo di San Vittore, nel primo libro del De Emmanuele, dice che Andrea aveva discepoli che sostenevano l’opinione del loro maestro sulla profezia di Isaia. Nel suo commento Andrea sostiene che il verso “Ecce virgo concipiet” si riferisca non a Gesù, come interpretavano i cristiani, ma alla sposa di Isaia, riprendendo Rashi. Riccardo lo confuta nel primo libro e nel secondo inscena una disputa tra lui stesso e un discepolo di Andrea ancora in errore. 
A distanza di cent’anni, Ruggero Bacone pensa che Andrea sia un uomo istruito e che abbia il merito di indirizzare gli esegeti alla ricerca delle fonti originali, tuttavia trova criticabile la sua esegesi.
Ci sono rimasti diciotto codici contenenti le opere di Andrea, che è un numero alto, se si considera che il pubblico di Andrea doveva essere esigente e limitato. 
Il terzo e più sicuro tipo di prova è costituito dalle citazioni di Andrea presso gli scrittori posteriori. Nel XII secolo, il celebre maestro parigino, Pietro Comestore, si è servito del commento di Andrea sull’Eptateuco come principale fonte per l’Historia scholastica. Le glosse sull'Antico Testamento di Pietro il Cantore contengono moltissime citazioni di Andrea, senza che egli sia mai menzionato. Stefano Langton, il grande biblista della fine del XII secolo, ricorre ad Andrea nelle sue glosse all'Eptateuco. Anche William Brito nel Vocabularium Bibliae cita Andrea.
Nel XIII secolo Andrea fu ancor più noto che in quello precedente. Lo citano Ugo di San Caro, Guerrico di San Quintino, Nicola Gorran, Guglielmo di Middleton, Pietro di Giovanni Olivi. Andrea affiora anche in annotazioni marginali e glosse dei manoscritti inglesi del secolo. Agli inizi del XIV, il domenicano Nicola Trevet e il francescano Niccolò di Lira lo citano rispettivamente per il Pentateuco e l'Eptateuco.
Andrea è ancora molto menzionato nei secoli successivi e, secondo Smalley, egli ebbe un ruolo vitale nella formazione della tradizione vittorina.

### Edizioni critiche
Alcune opere di Andrea di San Vittore sono state pubblicate nella collana del Corpus Christianorum Continuatio Mediaevalis:
- Andreas de Sancto Victore, Expositionem super Heptateuchum, ed. Charles Lohr et Rainer Berndt, Turnhout 1986
- Andreas de Sancto Victore, Expositio hystorica in librum regum, ed. Franciscus A. van Liere, Turnhout 1996
- Andreas de Sancto Victore, Expositiones historicas in libros Salomonis, ed. Rainer Berndt, Turnhout 1991
- Andreas de Sancto Victore, Expositionem in Ezechielem, ed. Michael Alan Signer, Turnhuot 1991
- Andreas de Sancto Victore, Expositionem super Danielem, ed. Marcus Zier, Turnhout 1990
- Andreas de Sancto Victore, Expositionem super duodecim prophetas, ed. Franciscus A. Van Liere et Marcus A. Zier, Turnhout 2007
- Andreas de Sancto Victore, Expositionem super Ysaiam, ed. Franciscus A. Van Liere, Turnhout 2021

### Opere consultate

#### Fonti e strumenti
- Compendium auctorum Latinorum Medii Aevi, 500-1500, Firenze, SISMEL Edizioni del Galluzzo 2001
- Dictionnaire de biographie française, a cura di J. Balteau, M. Barroux, M. Prevost con l'aiuto di numerosi collaboratori, Paris, Librairie Letouzey & Ané 193* 6
- Jacques Paul Migne, Patrologiae cursus completus, Paris 1844-1864

#### Studi
- Rainer Berndt, André de Saint-Victor (✝ 1175), exégète et théologien, Paris–Turnhout, Brepols 1991
- Ambrogio M. Piazzoni, L’esegesi vittorina, in La Bibbia nel Medioevo, a cura di Giuseppe Cremascoli e Claudio Leonardi, Bologna 1996
- Richard Sharpe, A handlist of the Latin writers of Great Britain and Ireland before 1540, Turnhout, Brepols 1997
- Beryl Smalley, Lo studio della Bibbia nel Medioevo, Bologna, il Mulino 1971. Il volume è la traduzione di Vincenzo Benassi dell’originale inglese The Study of the Bible in the Middle Ages, London, Basil Blackwell and Mott 1952